# ملکه مرده‌است
ملکه مُرده است (به انگلیسی: The Queen Is Dead) سومین آلبوم گروه آلترنیتیو راک انگلیسی اسمیتز است. این آلبوم در روز ۱۶ ژوئن ۱۹۸۶ در انگلستان (شرکت راف ترید)، و در ۲۳ ژوئن ۱۹۸۶ در آمریکا (شرکت سایر) عرضه شد. ملکه مُرده است موفق شد بیست‌ودو هفته در جدول موسیقی آلبوم‌های بریتانیا باقی بماند و تا رتبهٔ ۲ جدول هم سرک بکشد. در آن‌سوی اطلس هم، در کانادا (جدول موسیقی RPM) توانست به رتبهٔ ۲۸ برسد و در آمریکا (بیلبورد ۲۰۰) نیز به جایگاه ۷۰ رسید. در اواخر سال ۱۹۹۰ ملکه مُرده است توسط آرآی‌ای‌ای گواهی‌نامهٔ گلد خورد. از آن پس هم فروش آن مداوم و خوب بوده‌است.
تصویر جلد آلبوم، به انتخاب و طراحی موریسی، عکسی است از آلن دلون در فیلم L'Insoumis.
در سال ۲۰۱۳، ملکه مُرده است عنوان «بزرگ‌ترین آلبوم تمام دوران‌ها» را در «لیست آلبوم‌های برتر» نشریهٔ ان‌ام‌ئی کسب کرد.

## فهرست ترانه‌ها
متن همهٔ ترانه‌ها توسط موریسی نوشته و موسیقی همهٔ آنها توسط جانی مار ساخته شده‌است.
| شماره      | نام                                   | عنوان اصلی                           | مدت   |
| ---------- | ------------------------------------- | ------------------------------------ | ----- |
| ۱.         | «ملکه مُرده است»                       | The Queen Is Dead                    | ۰۶:۲۴ |
| ۲.         | «راستشو بخوای، آقای شنکلی»            | Frankly, Mr. Shankly                 | ۰۲:۱۷ |
| ۳.         | «می‌دونم تموم شده»                     | I Know It's Over                     | ۰۵:۴۸ |
| ۴.         | «هیچ‌وقت هیچ یاری نداشتم»              | Never Had No One Ever                | ۰۳:۳۶ |
| ۵.         | «دروازهٔ قبرستان»                      | Cemetry Gates                        | ۰۲:۳۹ |
| ۶.         | «زبون‌دراز دوباره حمله می‌کنه»          | Bigmouth Strikes Again               | ۰۳:۱۲ |
| ۷.         | «پسری که خاری توی چشم‌هاش داشت»        | The Boy with the Thorn in His Side   | ۰۳:۱۵ |
| ۸.         | «کشیش توتو پوش»                       | Vicar in a Tutu                      | ۰۲:۲۱ |
| ۹.         | «نوری وجود دارد که هرگز خاموش نمی‌شود» | There Is a Light That Never Goes Out | ۰۴:۰۲ |
| ۱۰.        | «بعضی دخترا از بقیه بزرگترن»          | Some Girls Are Bigger Than Others    | ۰۳:۱۴ |
| مجموع مدت: | مجموع مدت:                            | مجموع مدت:                           | ۳۷:۰۷ |